# LY6H
LY6H (англ. Lymphocyte antigen 6 family member H) – білок, який кодується однойменним геном, розташованим у людей на 8-й хромосомі. Довжина поліпептидного ланцюга білка становить 140 амінокислот, а молекулярна маса — 14 669.
| 10         |  | 20         |  | 30         |  | 40         |  | 50         |
| ---------- |  | ---------- |  | ---------- |  | ---------- |  | ---------- |
| MLPAAMKGLG |  | LALLAVLLCS |  | APAHGLWCQD |  | CTLTTNSSHC |  | TPKQCQPSDT |
| VCASVRITDP |  | SSSRKDHSVN |  | KMCASSCDFV |  | KRHFFSDYLM |  | GFINSGILKV |
| DVDCCEKDLC |  | NGAAGAGHSP |  | WALAGGLLLS |  | LGPALLWAGP |  |            |

A: Аланін

C: Цистеїн

D: Аспарагінова кислота

E: Глутамінова кислота

F: Фенілаланін

G: Гліцин

H: Гістидин

I: Ізолейцин

K: Лізин

L: Лейцин

M: Метіонін

N: Аспарагін

P: Пролін

Q: Глутамін

R: Аргінін

S: Серин

T: Треонін

V: Валін

W: Триптофан

Кодований геном білок за функцією належить до ліпопротеїнів. 
Задіяний у такому біологічному процесі, як альтернативний сплайсинг. 
Локалізований у клітинній мембрані, мембрані.